# Telhara
Telhara é uma cidade  no distrito de Akola, no estado indiano de Maharashtra.

## Geografia
Telhara está localizada a 21° 02′ N, 76° 50′ L. Tem uma altitude média de 274 metros (898 pés).

## Demografia
Segundo o censo de 2001, Telhara tinha uma população de 18,906 habitantes. Os indivíduos do sexo masculino constituem 52% da população e os do sexo feminino 48%. Telhara tem uma taxa de literacia de 74%, superior à média nacional de 59.5%: a literacia no sexo masculino é de 80% e no sexo feminino é de 67%. Em Telhara, 14% da população está abaixo dos 6 anos de idade.